# Drahouš
Drahouš (en allemand : Drahuschen) est une commune du district de Rakovník, dans la région de Bohême-Centrale, en République tchèque. Sa population s'élevait à 72 habitants en 2022.

## Géographie
Drahouš se trouve à 2 km au sud de Jesenice, à 20 km à l'ouest-sud-ouest de Rakovník et à 69 km à l'ouest de Prague.
La commune est limitée par Jesenice au nord, par Velká Chmelištná à l'est, par Čistá au sud, par Žďár au sud-ouest et par Krty au nord-ouest.

## Histoire
La première mention écrite de la localité date de 1404.

## Administration
La commune se compose de trois sections :
- Drahouš
- Svatý Hubert
- Tlestky

## Galerie

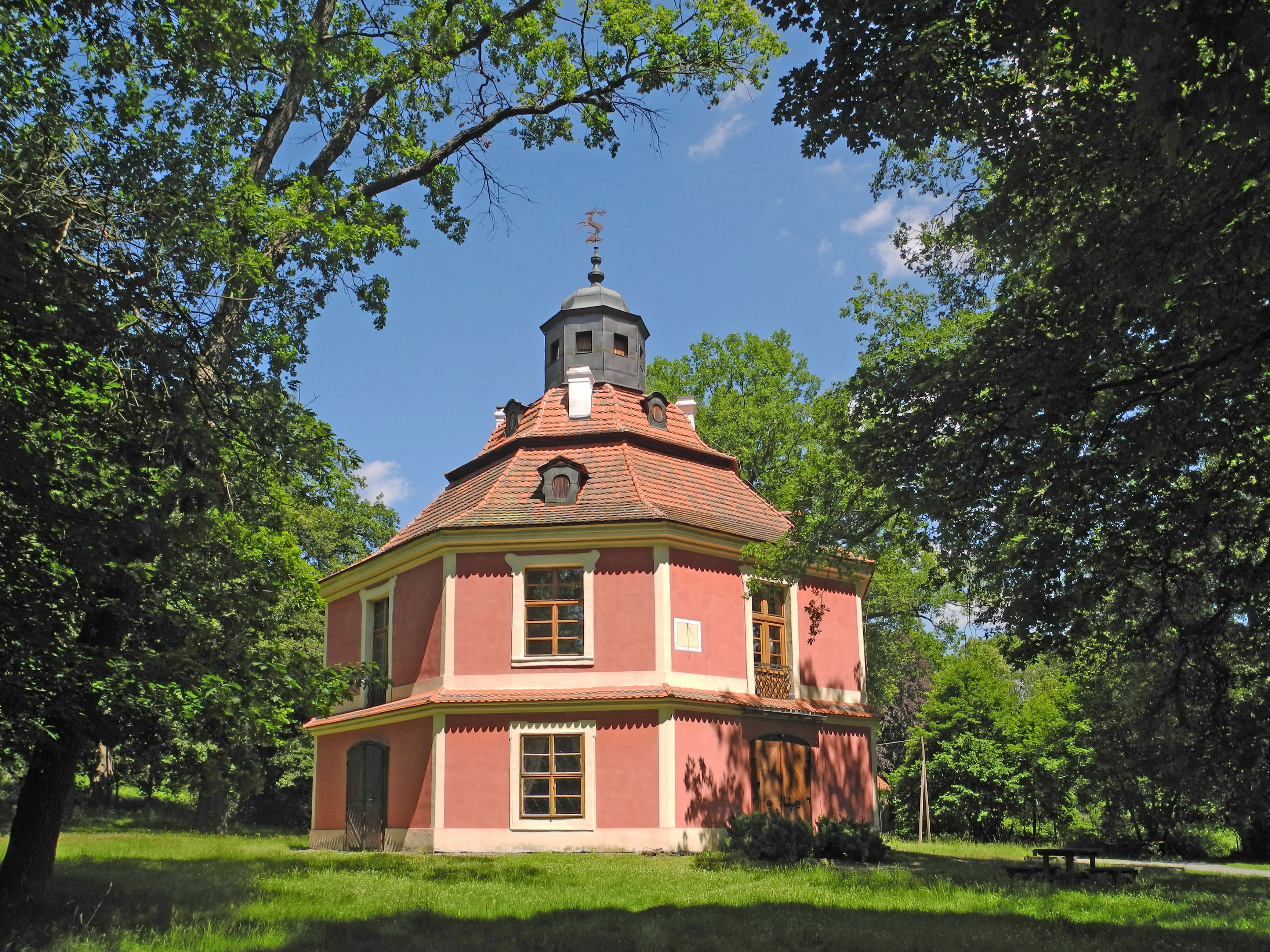
Chapelle Saint-Hubert.
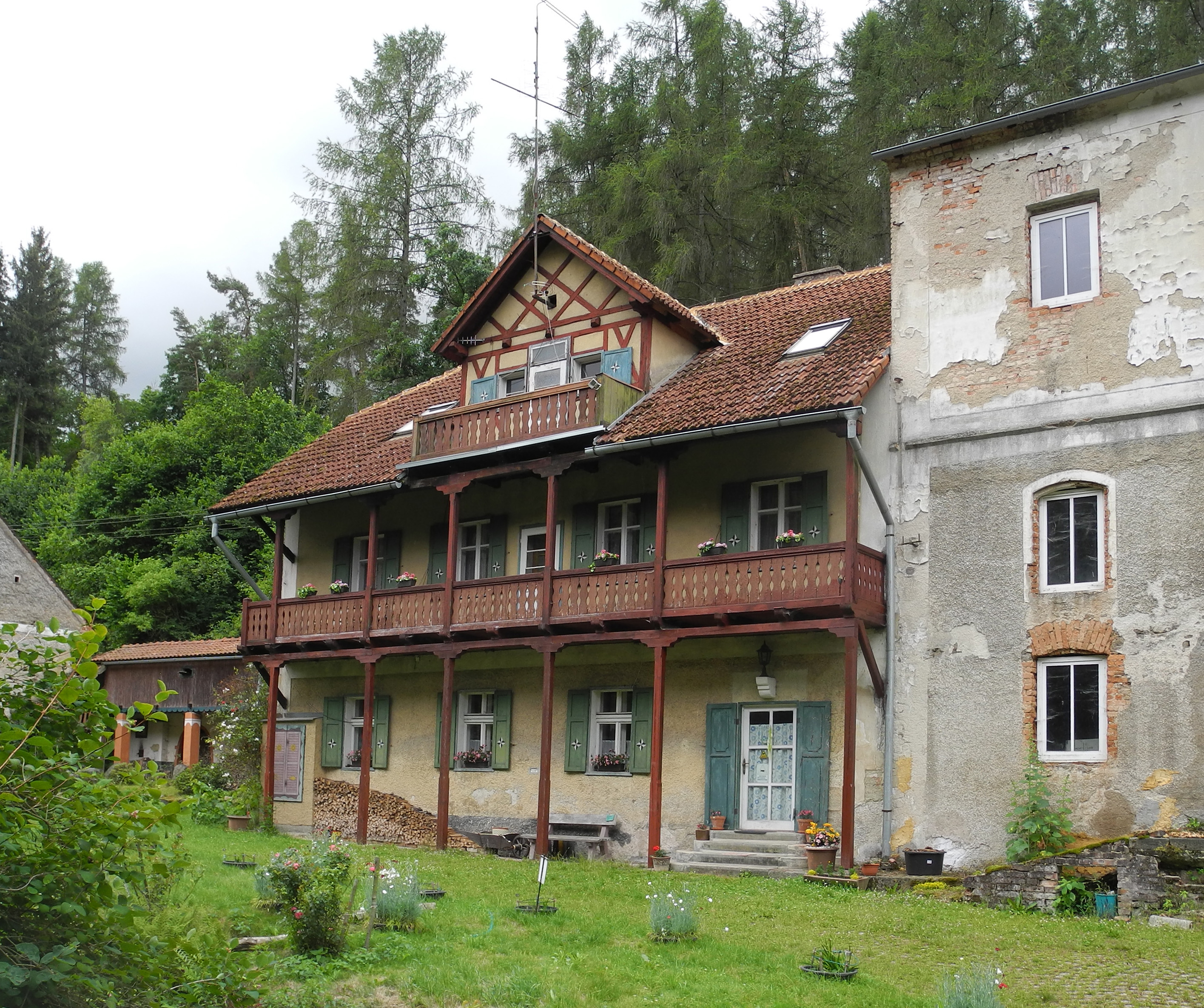
Ancien moulin.

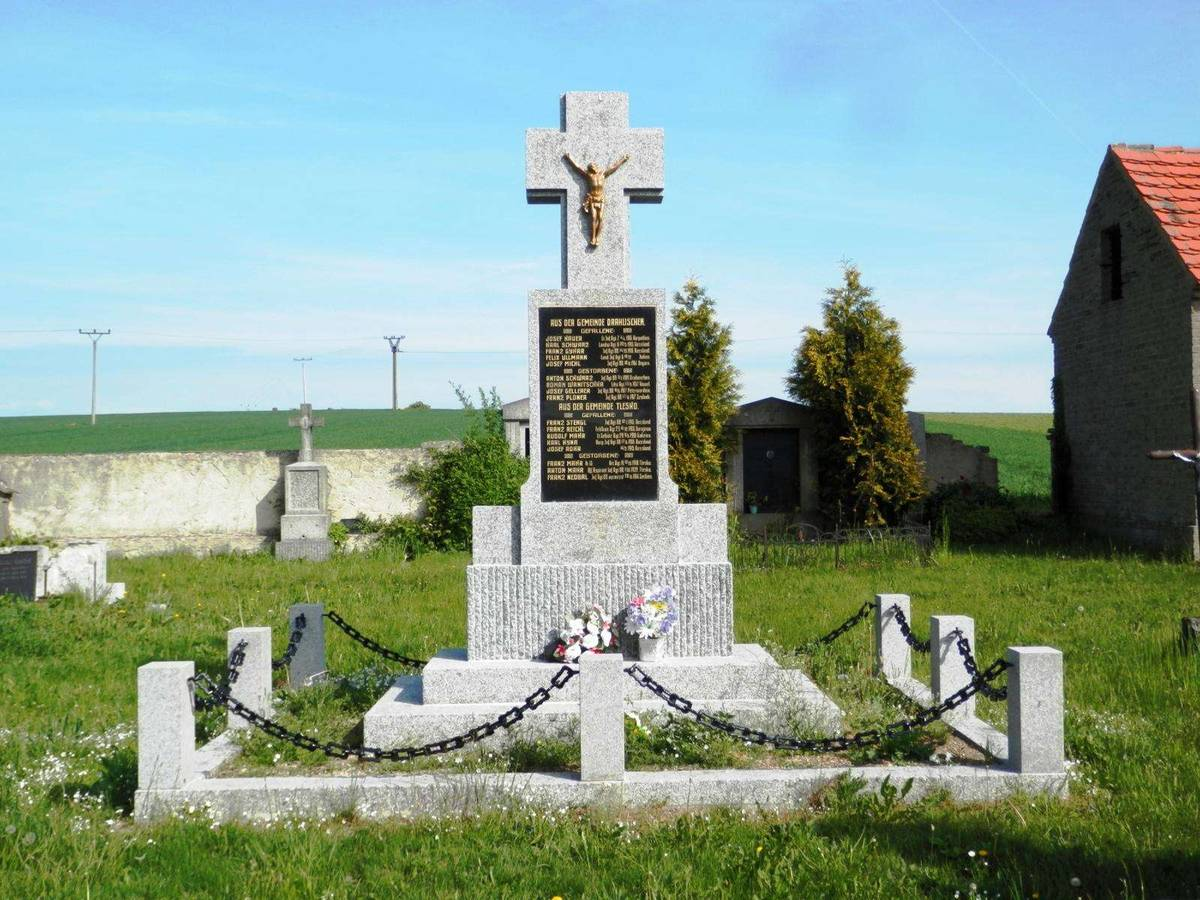
Monument aux morts.
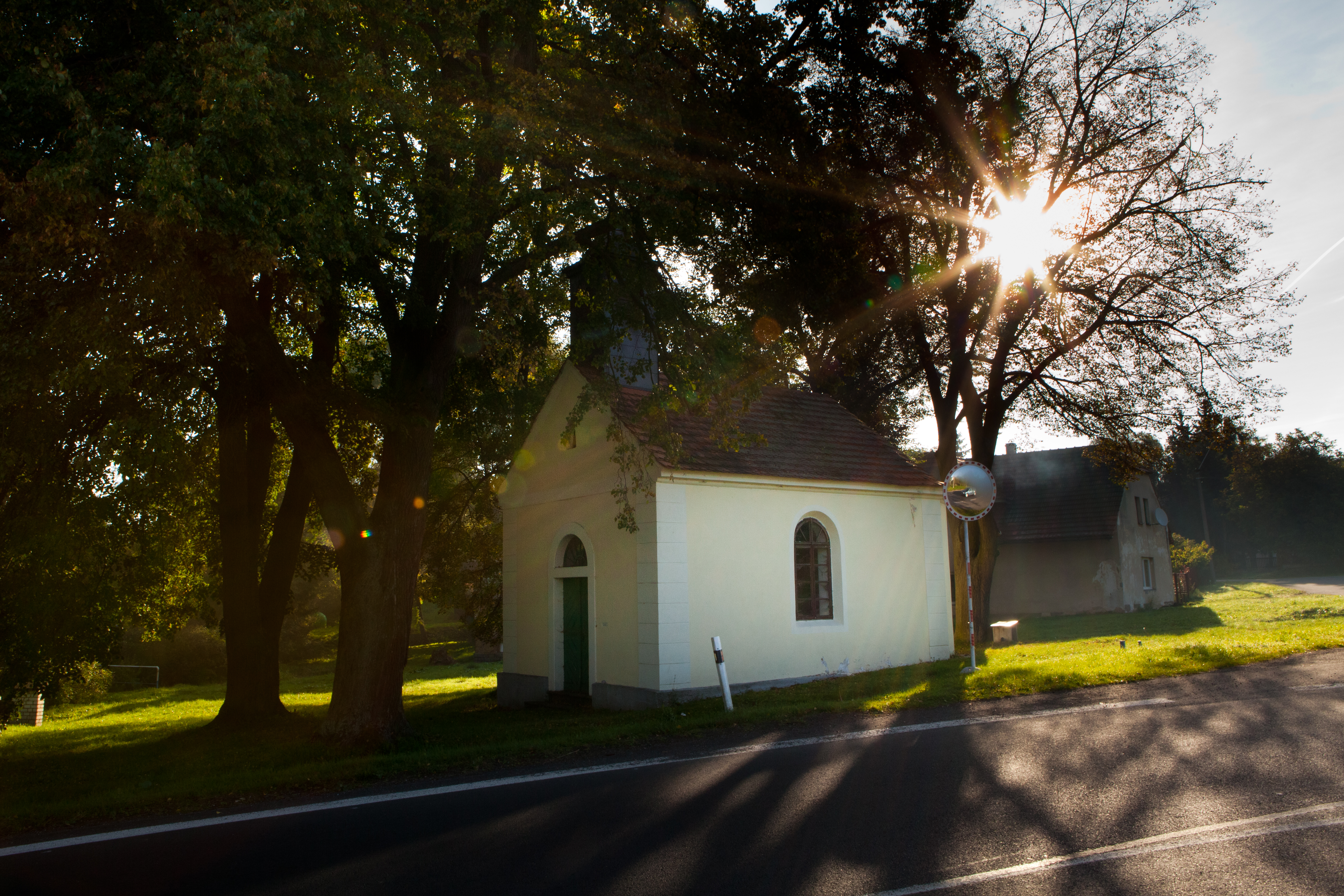
Chapelle à Tlestky.

## Transports
Par la route, Drahouš se trouve à 23 km de Rakovník, à 50 km de Plzeň et à 82 km de Prague. 